# Loving Her
Loving Her ist die erste Serie im deutschen Fernsehen, die von lesbischen Beziehungen handelt und die im linearen Fernsehen zu sehen war. Banafshe Hourmazdi spielt die Hauptrolle in der von MadeFor Film für ZDFneo als Instant Fiction produzierten Dramaserie, die mit Elementen von romantischer Komödie und Coming of Age eine weibliche queere Gegenwartsperspektive mit Anspruch an Authentizität abbildet.
Die Serie hat zwei Staffeln mit jeweils sechs Episoden. Die erste Staffel strahlte ZDFneo im Jahr 2021, die zweite Staffel 2023 aus. Sie wurde in der ZDF Mediathek veröffentlicht.

## Handlung
Die Mittzwanzigerin Hanna steht kurz davor, nach fünf Jahren in Berlin aus ihrer WG wieder zu ihren Eltern nach Bielefeld zu ziehen, weil sie nach dem Abschluss ihres Literaturstudiums in der COVID-19-Pandemie keinen Job findet. Nach einer zufälligen Wiederbegegnung mit ihrer ersten großen Liebe Franzi erinnert sie sich an fünf vergangene Beziehungen zurück.
Mit Ende zwanzig arbeitet Hanna daran, sich als Volontärin mit Beiträgen im queeren Magazin Spice beruflich einen Namen zu machen und ihre eigene Stimme zu finden. Sie hat endlich eine eigene Wohnung in Berlin und lebt ein Leben voller Cringe-Momente, durch das sie ihre Begrenztheiten, Möglichkeiten und Privilegien besser zu erkennen lernt. Die Suche nach der richtigen Partnerin inmitten von Begegnungen mit alten und neuen Freundinnen in sich wandelnden Lebensphasen führt Hanna mit Isabel zusammen und konfrontiert sie mit dem Preis ihres eigenen Ehrgeizes.

## Hintergrund
Loving Her ist die erste lesbische Produktion aus Deutschland im linearen Fernsehen. Die Dramaserie basiert auf dem niederländischen Format Anne+ aus dem Jahr 2018, das die Produktionsfirma Millstreet Films herstellte.
Die Serie sollte eine weibliche queere Gegenwartsperspektive mit Anspruch an Authentizität abbilden. Charaktere und Story wurde von Headautorin Marlene Melchior mit Leonie Krippendorff entwickelt. In der ersten Staffel führte Krippendorff Regie und schrieb Melchior die Mehrzahl der Drehbücher. Die Autorinnen folgten in der ersten Staffel der Struktur der niederländischen Vorlage und wollten auch bestimmte Szenen in die deutsche Serie übernehmen, aber Eigenschaften und Hintergrund der Protagonistin verändern und der Produktion insgesamt einen an Berlin angepassten Stil geben.
Die Produktion übernahm Madefor Film unter Tasja Abel. Es ist eine sogenannte Instantserie, was bedeutet, dass sie in einem beschleunigten Produktionsprozess mit geringem Budget und einem kleinen Stab entstand und aktuelle Themen aufgegriffen werden konnten. Nachdem im Januar 2021 das Casting begonnen hatte, fanden im März und April die Dreharbeiten statt.
In der zweiten Staffel weicht Loving Her von der Vorlage der Serie Anne+ ab. Headautorin Marlene Melchior schrieb vier der Drehbücher, Olivia Lauren Requat die übrigen zwei. Ilona Hartmann verfasste für die zweite Staffel die Voiceover-Monologe der Protagonistin.
Drehschluss für die zweite Staffel war am 7. Dezember 2022.

## Ausstrahlung
Die erste Staffel besteht aus 6 Episoden, die jeweils 10 bis 13 Minuten lang sind. Sie wurde am 1. Juli 2021 in der ZDF Mediathek veröffentlicht. Auf ZDFneo wurden am 3. Juli 2021 im Abendprogramm alle Episoden hintereinander ausgestrahlt.
Die zweite Staffel besteht aus 6 Episoden, die jeweils 15 bis 22 Minuten lang sind. Sie wurde am 25. August 2023 in der ZDF Mediathek veröffentlicht und auf ZDFneo als je drei Episoden hintereinander am 3. und 10. September 2023 gezeigt.

## Episodenliste

### Staffel 1
| Nr. (ges.) | Nr. (St.) | Originaltitel    | Erstveröffentlichung D | Regie               | Drehbuch                               |
| --- | --------- | ---------------- | ---------------------- | ------------------- | -------------------------------------- |
| 1 | 1         | Loving Franzi    | 1. Juli 2021           | Leonie Krippendorff | Marlene Melchior                       |
| Zufällig begegnet Hanna Franzi wieder, die vorschlägt, sich in der nächsten Woche zu treffen. Franzi war Hannas erste große Liebe; mit ihr zog sie nach Berlin. Dort lebten die Studentinnen sich langsam auseinander, bis sie nicht mehr glücklich waren. |           |                  |                        |                     |                                        |
| 2 | 2         | Loving Lara      | 1. Juli 2021           | Leonie Krippendorff | Leonie Krippendorff                    |
| Auf Partys lernt Hanna die wie sie feierwütige Lara kennen, die zunächst aufregend und cool erscheint, sich aber als oberflächlich herausstellt, als sie Hannas Freunde und Interessen langweilig findet.                                                  |           |                  |                        |                     |                                        |
| 3 | 3         | Loving Anouk     | 1. Juli 2021           | Leonie Krippendorff | Leonie Krippendorff & Marlene Melchior |
| Hanna himmelt die interessante Sängerin Anouk an. Diese findet sie zwar auch cool, aber erwidert die Gefühle nicht in gleichem Maße, was Hanna in ihrer Bewunderung nicht bemerkt. So stellt Anouk dies bei einem Dinner klar.                             |           |                  |                        |                     |                                        |
| 4 | 4         | Loving Josephine | 1. Juli 2021           | Leonie Krippendorff | Marlene Melchior                       |
| Bei einem Praktikum in einem Verlag hat Hanna eine Affäre mit ihrer Chefin, die eine offene Ehe führt. Doch das geht zu Ende, als sie in Josephines Anwesen von deren Frau überrascht werden.                                                              |           |                  |                        |                     |                                        |
| 5 | 5         | Loving Sarah     | 1. Juli 2021           | Leonie Krippendorff | Marlene Melchior                       |
| Die Beziehung mit Sarah entwickelt sich nur langsam, weil sich diese noch Zeit erbittet und nicht öffentlich als lesbisch zeigen will, denn sie ist sich in ihrer Sexualität noch nicht sicher. Doch Hanna will mehr.                                      |           |                  |                        |                     |                                        |
| 6 | 6         | Loving Hanna     | 1. Juli 2021           | Leonie Krippendorff | Marlene Melchior                       |
| Der Tag des Umzugs ist da, doch bevor ihre Eltern sie abholen kommen, erscheint Franzi bei ihr. Obwohl Franzi eine neue Freundin hat, küsst sie Hanna zum Abschied. Im Wagen ihrer Eltern entscheidet Hanna spontan, in Berlin zu bleiben.                 |           |                  |                        |                     |                                        |

### Staffel 2
| Nr. (ges.) | Nr. (St.) | Originaltitel     | Erstveröffentlichung D | Regie         | Drehbuch             |
| --- | --------- | ----------------- | ---------------------- | ------------- | -------------------- |
| 7 | 1         | Loving Beginnings | 25. Aug. 2023          | Eline Gehring | Marlene Melchior     |
| Hanna arbeitet als Volontärin für das queere Magazin Spice, wird aber von ihrem Vorgesetzten nicht anerkannt. Auch hilft sie seit der Pandemie freiwillig queeren Senioren wie Miriam. Nach einer gewagten Aktion bei einer Konferenz darf sie über diese schreiben und spricht einen neuen Crush an.                                                                                      |           |                   |                        |               |                      |
| 8 | 2         | Loving Queer      | 25. Aug. 2023          | Eline Gehring | Marlene Melchior     |
| Hanna und Isabel werden nur Freunde, weil diese in einer Fernbeziehung ist. Nach einem Kuss zieht Isabel sich zurück. Hanna und Franzi nehmen an einem spirituellen Workshop von Lara teil. Nach einem Artikel darüber kriegt sie Hassmails. |           |                   |                        |               |                      |
| 9 | 3         | Loving Hope       | 25. Aug. 2023          | Eline Gehring | Marlene Melchior     |
| Hanna und Isabel versuchen es miteinander, aber Isabel hat Angst, sich auf eine neue Beziehung festlegen. Sie schreibt einen Artikel über Josephine, den ihr Vorgesetzter nicht akzeptiert. Um eine Printkolumne zu erhalten, schreibt Hanna stattdessen über Franzis Schwierigkeiten, ihre Eizellen einfrieren zu lassen. Hanna schläft mit Josephine und erhält von ihr ein Buchangebot. |           |                   |                        |               |                      |
| 10 | 4         | Loving Lies       | 25. Aug. 2023          | Eline Gehring | Olivia Lauren Requat |
| Hanna ist arbeitslos und mit Franzi zerstritten, deren Freundin sich von ihr trennt. Isabel kommt zwar in ihrer Wohnung unter, aber Hanna hat Angst, ihr von Josephine zu beichten. Als sie sieht, dass ihr ehemaliger Chef überfordert ist, kann sie ihren Job zurückgewinnen. Sie zieht einen Schlussstrich unter Josephine und hilft Franzi, sich mit Alma auszusprechen.               |           |                   |                        |               |                      |
| 11 | 5         | Loving Truth      | 25. Aug. 2023          | Eline Gehring | Marlene Melchior     |
| Hanna darf für die Kolumne mit Isabel auf die Hochzeit zweier prominenter DJanes gehen. Dort sieht Isabel, wie Josephine Hanna fast küsst. Am nächsten Tag akzeptiert Isabel Hannas Liebeserklärung nicht. Hannas Artikel passt nicht zum Magazin, aber ein Verlag möchte ihre Kolumne als Sammelband herausgeben. Miriam ist verstorben.                                                  |           |                   |                        |               |                      |
| 12 | 6         | Loving You        | 25. Aug. 2023          | Eline Gehring | Olivia Lauren Requat |
| Als Isabel ihre letzten Sachen abholt, will Hanna ihr nachlaufen, erreicht sie aber nicht mehr. Hanna trauert um den Verlust der zwei wichtigsten Frauen ihres Lebens. Bei Jurassica Parka liest sie zum ersten Mal einen Auszug ihrer Texte vor Publikum. Dort erscheint auch Isabel und sie versöhnen sich.                                                                              |           |                   |                        |               |                      |

## Besetzung
| Rolle        | Beschreibung                       | Darsteller            | Folgen      |
| ------------ | ---------------------------------- | --------------------- | ----------- |
| Hanna        | Protagonistin                      | Banafshe Hourmazdi    | 1–12        |
| Holly        | Hannas Mitbewohnerin               | Bineta Hansen         | 1–6         |
| Tobi         | Hannas Mitbewohner                 | Leonard Kunz          | 1–7, 12     |
| Franzi       | Hannas Ex-Freundin                 | Lena Klenke           | 1, 6–10, 12 |
| Doro         | Franzis neue Partnerin             | Jasmin Loreen Besemer | 1           |
| Lara/Crystal | Hannas Ex-Freundin                 | Emma Drogunova        | 2, 8        |
| Tom          | Laras Freund                       | Ben Felipe            | 2           |
| Anouk        | Hannas Ex-Liebe, Sängerin          | Larissa Sirah Herden  | 3           |
| Josephine    | Hannas Affäre, Verlagschefin       | Karin Hanczewski      | 4, 9–11     |
| Kristina     | Verlagsangestellte                 | Lea Willkowsky        | 4           |
| Simona       | Josephines Frau                    | Eva Meckbach          | 4           |
| Sarah        | Hannas Ex, Ärztin                  | Soma Pysall           | 5           |
| Lila         | Hannas Mutter                      | Jasmin Tabatabai      | 6           |
| Alma         | Franzis neue Partnerin, Autorin    | Jobel Mokonzi         | 7–8, 10, 12 |
| Sammi        | Hannas Chef bei Spice              | Max Schimmelpfennig   | 7–12        |
| Felix        | Hannas Kollege bei Spice           | Justus Riesner        | 7, 9, 12    |
| Miriam       | queere feministische Seniorin      | Robin Gooch           | 7–10        |
| Isabel       | Hannas neuer Crush, vegane Caterin | Annick Duràn Kandzior | 7–12        |
| Julia        | Teilnehmerin an Crystals Workshop  | Lena Conzendorf       | 8           |
| David        | Teilnehmer an Crystals Workshop    | Gregor Knop           | 8           |
| Jetta        | prominente DJane                   | Sophie Yukiko         | 11          |
| Jessica      | Dragqueen                          | Jurassica Parka       | 12          |

## Rezeption

### Quoten
Bei der Erstausstrahlung auf ZDFneo wurden die ersten sechs Folgen von 130.000 bis 180.000 Zuschauern angesehen, mit Marktanteilswerten um 1 Prozent beim Gesamtpublikum (ohne Abrufe in der Mediathek).
Folgen 7 bis 9 fanden auf ZDFneo nach den ersten Erhebungen zwischen 30.000 und 70.000 Zuschauer und 0,1 Prozent des fernsehenden Publikums.

### Kritiken
Jan Freitag vom Tagesspiegel befindet es sensationell unterhaltsam, dass in der Serie kein Diskriminierungsgrund großartig problematisiert werde, „denn der clipartige Sechsteiler erzählt Homosexualität ohne jeden Anflug von Herabwürdigung.“ Die angenehm leichtfüßige Serie zeige, „wie wenig Abweichungen vom Mainstream mit dem jeweiligen Gefühlshaushalt zu tun haben. Und damit: wie vielfältig die Mitglieder der LGBTIQ genannten Szene vermeintlich normabweichender Menschen sind.“
Heike Hupertz für die Frankfurter Allgemeine Zeitung schreibt: „Dass hier ausschließlich Frauen Frauen lieben, wird ohne Gedöns einfach vorausgesetzt. Probleme entstehen in den einzelnen Beziehungen, nicht aus der Tatsache, das[s] Hanna Frauen „hot“ findet. […] „Loving Her“ repräsentiert weniger, sondern setzt in passender Offenherzigkeit lesbische Standpunkte. Wenn das Diversitätsgebot der Stunde solche Verbindungen aus Ernsthaftigkeit und Unterhaltung schafft, dann gern mehr davon.“
Patrick Heidmann für queer.de sieht als die Stärken der Serie „die atmosphärische Inszenierung und die emotionale Wahrhaftigkeit der Geschichte“ und findet die Schauspielerinnen absolut sehenswert.

### Podcasts
- Robin Solf: Loving her – für mehr authentischen lesbischen Sex im TV. (Audio; 36:36 Minuten) In: MDR Sputnik Pride. Mitteldeutscher Rundfunk, 3. November 2021, abgerufen am 31. Oktober 2023 (Gespräch mit Headautorin Marlene Melchior zur 1. Staffel).
- Ricarda Hofmann: #260 LOVING HER I mit Marlene Melchior. (Audio; 38:32 Minuten) In: Busenfreundin – Der Podcast. 27. August 2023, abgerufen am 31. Oktober 2023 (Gespräch mit Headautorin Marlene Melchior zur 2. Staffel.).